# Larissimus cassander
Larissimus cassander – gatunek błonkówki z rodziny męczelkowatych, jedyny przedstawiciel rodzaju Larissimus.

## Zasięg występowania
Gatunek ten występuje w Brazylii.